# 五站镇
五站镇，是中华人民共和国黑龙江省绥化市肇东市下辖的一个乡镇级行政单位。

## 行政区划
五站镇下辖以下地区：
五站村、高卜村、东安村、华西村、曲乡村、东发村、黑山村、青山村、五湖村、同发村和一心村。